# Ignác Moravec
Ignác Moravec, též Hynek Moravec (30. prosince 1824 Nová Včelnice (některé zdroje uvádějí jako místo narození Jindřichův Hradec) – 26. února 1890 Jindřichův Hradec), byl rakouský podnikatel a politik české národnosti z Čech, poslanec Českého zemského sněmu a starosta Jindřichova Hradce.

## Biografie
Některé zdroje uvádějí, že se narodil v Jindřichově Hradci, v nekrologu v místním tisku je ale zmiňováno, že nebyl zdejším rodákem. Působil jako majitel textilní továrny a měšťan v Jindřichově Hradci. V tomto městě zastával v letech 1861–1867 a 1876–1882 funkci starosty. Byl též členem okresního zastupitelstva v Jindřichově Hradci.
V 60. letech se zapojil i do vysoké politiky. V zemských volbách v lednu 1867 byl zvolen na Český zemský sněm, kde zastupoval kurii městskou, obvod Jindřichův Hradec, Bystřice. Mandát zde obhájil ve volbách v březnu 1867.
V srpnu 1868 patřil mezi 81 signatářů státoprávní deklarace českých poslanců, v níž česká politická reprezentace odmítla centralistické směřování státu a hájila české státní právo. V rámci tehdejší pasivní rezistence, praktikované Národní stranou (staročeskou), mandát přestal vykonávat a byl v září 1868 zbaven mandátu pro absenci. Mandát získal i v dalších zemských volbách roku 1870 a zemských volbách roku 1872. V rámci tehdejší obnovené pasivní rezistence mandát přestal vykonávat a byl zbaven mandátu pro absenci. V následných doplňovacích volbách roku 1873 a doplňovacích volbách roku 1874 tu byl poslancem zvolen Jindřich Houra. Moravec se do sněmu vrátil až v doplňovacích volbách roku 1875. Následovalo opět zbavení mandátu a opětovná manifestační volba v doplňovacích volbách roku 1876. Aktivně se mandátu na sněmu ujal po řádných zemských volbách roku 1878. Patřil ke staročeské straně.
Zemřel v únoru 1890.